# Svjetska baština u Australiji
Kronološki popis svjetske baštine u Australiji po godini upisa na UNESCO-ov popis:
1. 1981. – Veliki koraljni greben
2. 1981. – Nacionalni park Kakadu
3. 1981. – Jezerska područja Willandra
4. 1982. – Nacionalni parkovi zapadne Tasmanije (Nacionalni park Cradle Mountain Lake St-Clair, Nacionalni park Walls of Jerusalem)
5. 1982. – Otočna grupa Lord Howe
6. 1987. – Nacionalni park Uluru Kata Tjuta (Uluru (Ayers Rock))
7. 1987. – Australska kišna šuma Gondwana
8. 1988. – Vlažni tropi Queenslanda
9. 1991. – Shark Bay u zapadnoj Australiji
10. 1992. – Fraserov otok
11. 1994. – Australska nalazišta fosila u Riversleigh i Naracoorte
12. 1997. – Otok Heard i otočje McDonald‎
13. 1997. – Macquarie Island
14. 2000. – Blue Mountains
15. 2003. – Nacionalni park Purnululu
16. 2004. – Kraljevska izložbena galerija i Carltonovi vrtovi u Melbourneu
17. 2007. - Sydneyska opera
18. 2010. - Australski kažnjenički lokaliteti
19. 2011. - Ningaloo obala
20. 2019. - Kulturni krajolik Budj Bim

## Popis predložene svjetske baštine Australije
1. 2010. - Australska kišna šuma Gondwana, proširenje
2. 2010. - Nacionalni park Great Sandy

## Poveznice
- Popis mjesta svjetske baštine u Australiji i Oceaniji